# Sullivan Square (Metro de Boston)
Sullivan Square es una estación en la línea Naranja del Metro de Boston. La estación se encuentra localizada en One Broadway y One Cambridge Street en Somerville, Massachusetts. La estación Sullivan Square fue inaugurada el 10 de junio de 1901. La Autoridad de Transporte de la Bahía de Massachusetts es la encargada por el mantenimiento y administración de la estación. 

## Descripción
La estación Sullivan Square cuenta con 2 plataformas centrales y 3 vías. La estación también cuenta con 222 de espacios de aparcamiento.

## Conexiones
La estación es abastecida por las siguientes conexiones: 
- Rutas de autobuses: 86, 89, 90, 91, 92, 93, 95, 101, 104, 105, 109, CT2